# Ruská sága

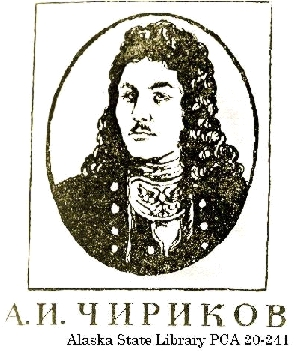
Alexej Iljič Čirikov

Ruská sága (1982, Русская сага) je dobrodružný historický román pro mládež od ruského sovětského spisovatele Borise Borisoviče Kolokolova věnovaný životu ruského mořeplavce a objevitele Alexeje Iljiče Čirikova. Historie připisuje všechny zásluhy za objevení průlivu oddělujícího Asii od Severní Ameriky dánskému mořeplavci Beringovi, podle něhož byl pojmenován nejen Beringův průliv, ale i Beringovo moře. Čirikov však dosáhl břehů Aljašky prokazatelně dříve než Bering.
Román rovněž ukazuje zvůli a boj moc na carském dvoře, a také to, za jak nepředstavitelně těžkých společenských podmínek objevovali mořeplavci pro Rusko nové země.

## Obsah románu

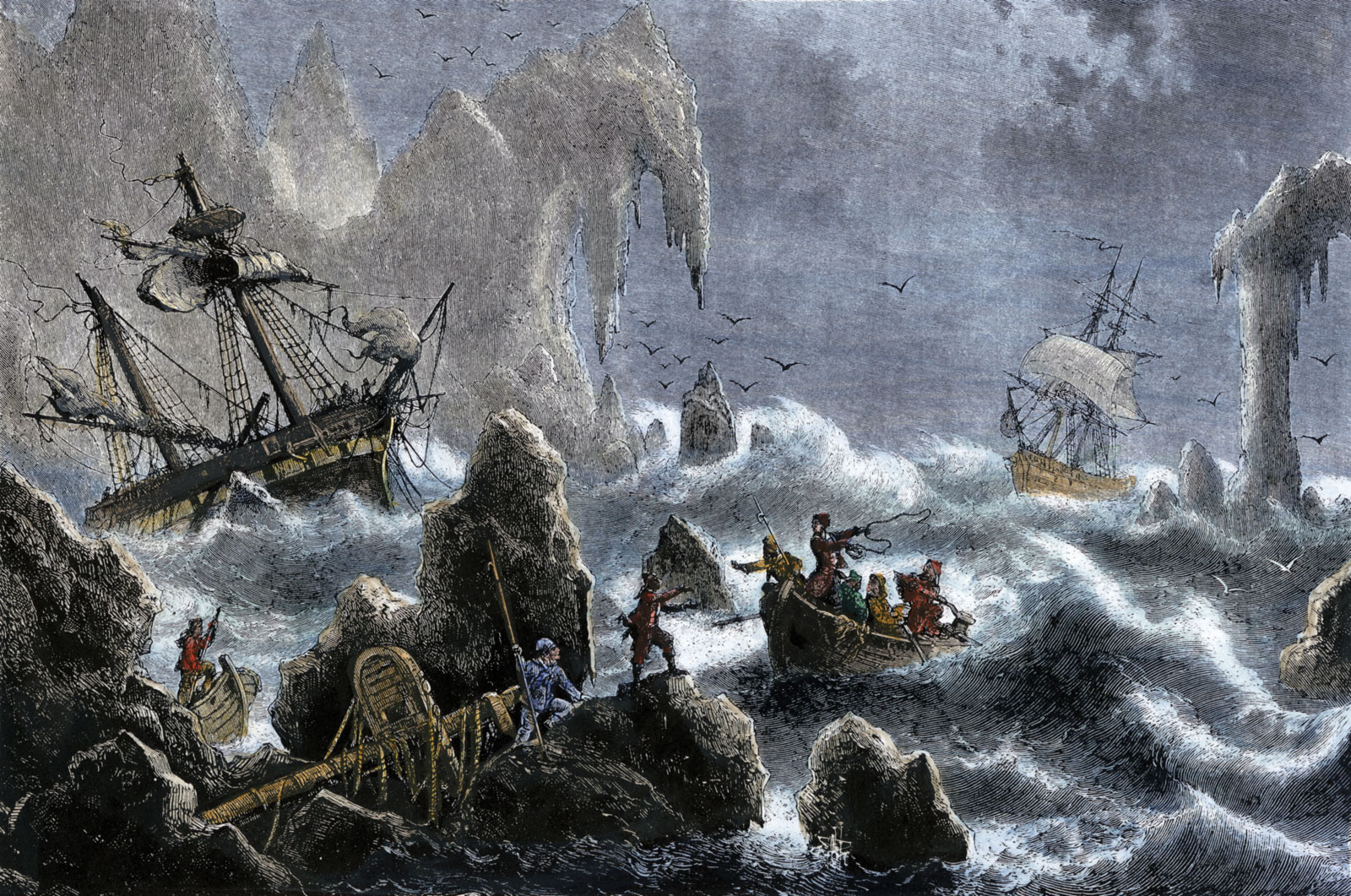
Ztroskotání Beringovy lodi Svatý Petr

Příběh románu začíná 8. září roku 1740 v Ochotsku, ze kterého vyplouvají dvě lodě, Svatý Petr a Svatý Pavel, na tzv. druhou Beringovu kamčatskou výpravu. Celé výpravě a konkrétně Svatému Petrovi velí dánský komodor Vitus Jonassen Bering, velení na Svatém Pavlu je svěřeno ruskému kapitánovi Alexejovi Iljičovi Čirikovovi, který se zúčastnil již první neúsěšné Beringovy kamčatské výpravy. Po přezimování v Petropavlovsku se pak výprava v červenci roku 1741 vydá za svým cílem – najít předpokládaný průliv mezi Čukotkou a Aljaškou.
20. června roku 1741 se však v husté mlze lodě ztratí jedna druhé. Po hodinách marného hledání se Čirikov rozhodne pokračovat v plavbě východním směrem a 15. července spatří posádka jeho lodi na obzoru hory jednoho z ostrovů u severoamerického pobřeží. Po mezipřistání na Aljašce se Svatý Pavel vrací 15. srpna do Ochotska. Po návratu do Ruska se však Čirikovovi nedostane od carevny Jelizavety I. očekávaného přijetí, neboť carský dvůr čeká na návrat Beringa.
Beringova loď Svatý Petr se plaví podél Aljašky a kolem Aleutských ostrovů (při této plavbě onemocní většina posádky kurdějemi) a nakonec troskotá na Komandorských ostrovech. Zde 8. prosince roku 1741 Vitus Bering umírá. Zbytku jeho zdecimované posádky se pak podaří na opravené lodi doplout 27. srpna roku 1742 na Kamčatku.
Ze Sibiře může, již nemocný, Čirikov odjet do Petrohradu až v roce 1745. Získá sice titul komodora, ale všechny dluhy expedice jsou připsány jemu. Na konci listopadu v roce 1748 Čirikov v pětačtyřiceti letech skoná. Ještě jeho děti se musí vypořádávat s dluhy, které byly navěšeny na jejich otce.

## O autorovi
O životě ruského sovětského spisovatele Borise Borisoviče Kolokolova (rusky Борис Борисoвич Колоколов) se nepodařilo zjistit žádné podrobnosti. Podle dále uvedených referencí je autorem následujících knih:
- Земля на горизонте (oчерки] (1961, Země na horizontu), črty z komunistické výstavby na Dálném východě, když tam autor pobýval jako korespondent listu Известия (Izvestija).[1]
- Очарованная даль (pассказы и очерки) (1966, Očarovaná dálka).[2]
- Улома (повести) (1975), kniha se skládá ze dvou příběhů z rolnického prostředí.[3]
- Русская сага (iсторическая хроника (1982, Ruská sága).[4]

## Česká vydání
- Ruská sága, Albatros, Praha 1987, přeložil Zdeněk Chmel.